# Меллони, Мачедонио
Мачедонио Меллони (итал. Macedonio Melloni; 1798—1854)  — итальянский физик.

## Биография
С 1824 года был профессором физики в Парме, затем в 1831 году, из-за участия в политических беспорядках, бежал в Париж, где жил частной персоной. В 1839 году переехал в Неаполь по приглашению на должность директора академии искусств и ремесел и до 1848 г. заведовал метеорологической обсерваторией на Везувии (ит.). Член-корреспондент Санкт-Петербургской академии наук с 23.12.1836. 
Известен, главным образом, благодаря обширным исследованиям в области лучистой теплоты, в которой он сделал много открытий, пользуясь сконструированным им термомультипликатором (комбинация термобатареи (англ.) и гальванометра); главнейшее из них — «теплоцветность» (thermochrose), то есть тождество инфракрасных, световых и ультрафиолетовых лучей. Меллони первый доказал присутствие лучистой теплоты даже в лунном свете. Он написал книгу «La thermochrose, ou la coloration calorifique» (Неаполь, 1850).
Умер в 56 лет от холеры в Портичи, около Неаполя.